# دم‌بادام
دم‌بادام، روستایی از توابع بخش مرکزی شهرستان کنگاور در استان کرمانشاه ایران است.
اقتصاد روستا بر پایه کشاورزی و تا حدود کمی دامداری است. از نظر آماری این روستا بیشتری افراد صاحب اراضی کشاورزی به نسبت روستاهای همجوار را دارا می‌باشد. امروزه بسیاری از ساکنین اولیه، آنرا ترک و در شهر کنگاور زندگی می‌نمایند. دلیل این موضوع نزدیکی به شهر کنگاور و همچنین محدودیت روستا جهت گسترش و توسعه بوده‌است.

## جمعیت
دم بادام در دهستان فش قرار دارد و براساس سرشماری مرکز آمار ایران در سال ۱۳۸۵، جمعیت آن ۲۰۱ نفر (۵۱خانوار) بوده‌است